# Cuecão

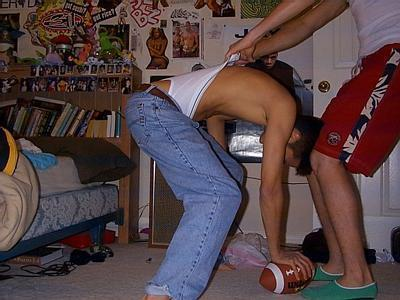
Homem sendo vítima do ato

Wedgie, ou no Brasil, cuecão (para os homens) e calcinhão (para as mulheres), é uma manobra realizada para humilhar alguém, muito praticada em escolas. Consiste em uma pessoa agarrar a roupa de baixo da vítima por dentro de sua calça e puxá-la para cima. Há uma versão mais violenta onde a cueca é esticada até cobrir a cabeça da vítima (chamada nos EUA de "Atomic Wedgie", literalmente "cuecão atômico").
O cuecão é comumente apresentado em obras populares, seja como uma forma de comédia ou como uma forma de bullying. Em tais obras, a cueca utilizada pela vítima é geralmente o tipo slip.